# Володимир Короленко (монета)
«Володи́мир Короле́нко» — ювілейна монета номіналом 2 гривні, випущена Національним банком України. Присвячена письменнику, публіцисту, громадському діячу, гуманісту Володимиру Галактіоновичу Короленку (27.07.1853 — 25.12.1921), який народився у м. Житомирі. Життя і творчість письменника тісно пов'язані з українським народом і його культурою. У своїх оповіданнях і повістях «Ліс шумить», «Судний день», «В поганому товаристві», «Сліпий музикант», «Парадокс», «Сон Макара» розкриває духовну красу та побут народу України, її природу.
Монету введено в обіг 20 червня 2003 року. Вона належить до серії «Видатні особистості України».

## Опис та характеристики монети
| Номінал грн. | Метал      | Маса, грам | Діаметр, мм. | Якість виготовлення | Гурт     | Тираж, штук |
| ------------ | ---------- | ---------- | ------------ | ------------------- | -------- | ----------- |
| 2            | нейзильбер | 12,8       | 31,0         | звичайна            | рифлений | 30 000      |

### Аверс
На аверсі монети зображено розгорнуту книгу, над нею розміщено малий Державний Герб України і написи: «УКРАЇНА» (угорі півколом), «2003», «2 ГРИВНІ» (унизу) та логотип Монетного двору Національного банку України.

### Реверс
На реверсі монети розміщено портрет В. Г. Короленка та по боках написи у чотири рядки: «ВОЛОДИМИР» (ліворуч) «КОРОЛЕНКО» (праворуч) та роки життя (внизу у два рядки) — «1853-1921».

## Автори

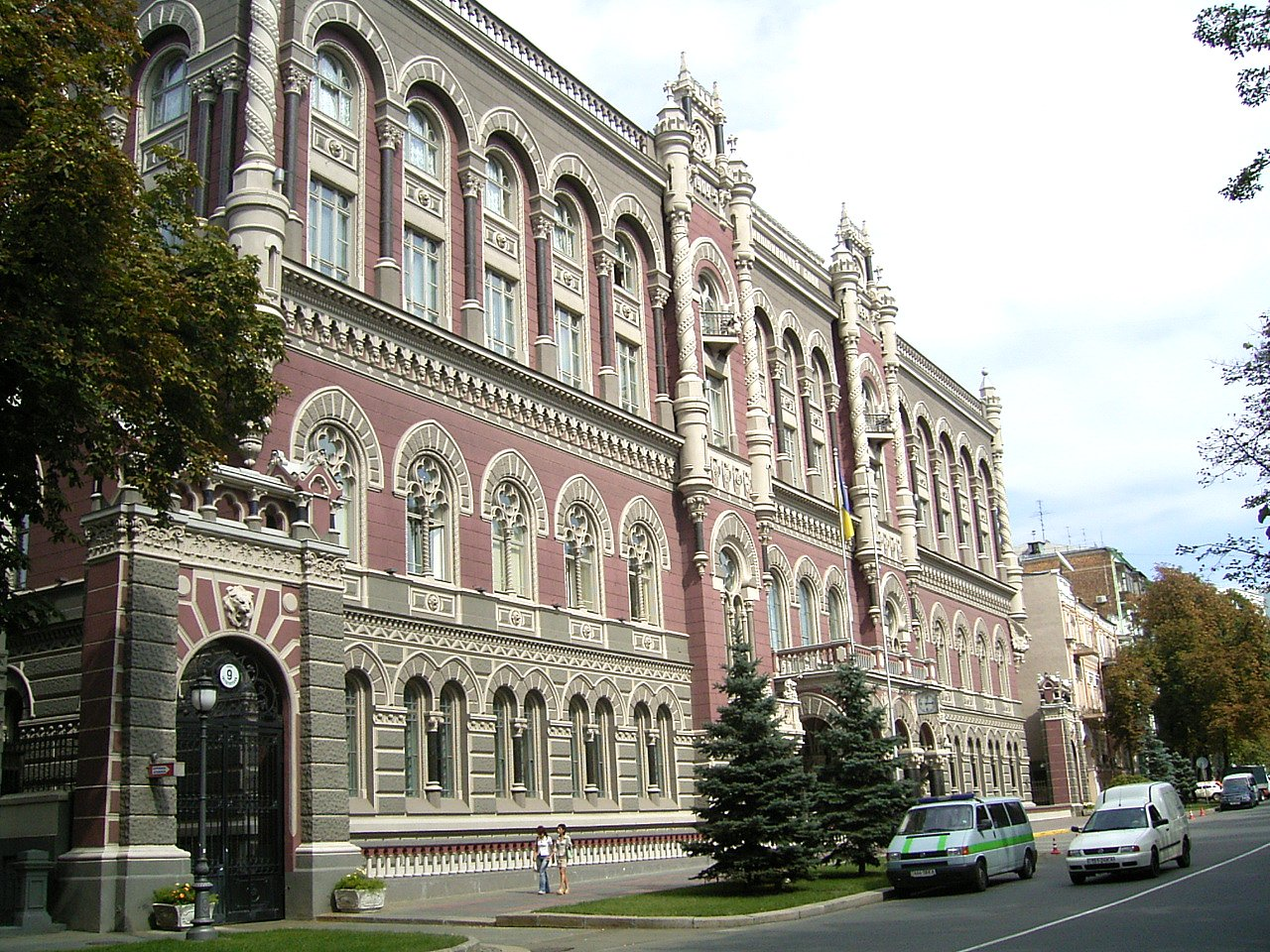
Будівля Національного банку України

- Художники: Кочубей Микола, Івахненко Олександр.
- Скульптори: Дем'яненко Володимир, Атаманчук Володимир.

## Вартість монети
Під час введення монети в обіг 2003 року, Національний банк України розповсюджував монету через свої філії за номінальною вартістю — 2 гривні.
Фактична приблизна вартість монети з роками змінювалася так:
| Рік        | 2010 | 2011 | 2012 | 2013 | 2014 | 2015 | 2016 | 2017 | 2018 | 2019 | 2020 | 2021 | 2022 | 2023 | 2024 | 2025 |
| ---------- | ---- | ---- | ---- | ---- | ---- | ---- | ---- | ---- | ---- | ---- | ---- | ---- | ---- | ---- | ---- | ---- |
| Ціна, грн. | 25   | 30   | 35   | 40   | 45   | 65   | 90   | 135  | 150  | 150  | 160  | 160  | 180  | 280  | 370  | 360  |